# Guilmi
Guilmi – miejscowość i gmina we Włoszech, w regionie Abruzja, w prowincji Chieti.
Według danych na rok 2004 gminę zamieszkiwało 519 osób, 43,2 os./km².